# Lima (ur. 1996)
Vinícius Moreira de Lima (ur. 11 czerwca 1996 w Porto Alegre) – brazylijski piłkarz występujący na pozycji ofensywnego lub środkowego pomocnika, od 2023 roku zawodnik Fluminense.